# Balchikhage gogo
Balchikhage gogo (발칙하게 고고?; lett. "Vai, vai sfacciatamente"), anche nota con il titolo internazionale Cheer Up!, è una serie televisiva sudcoreana trasmessa su KBS2 dal 5 ottobre al 10 novembre 2015.

## Trama
Al prestigioso liceo Sevit di Seul, cinque studenti cercano di farsi strada in un ambiente feroce ed elitario. Kang Yeon-doo è la leader dei Real King, un emarginato club di street dance composto da studenti dai pessimi voti, mentre Kim Yeol è il presidente del Baek Ho, il club rivale di cui fa parte solo chi ha i voti migliori. Quando i due club vengono costretti a unirsi in una squadra di cheerleader, Yeon-doo e Yeol mettono da parte le loro differenze per il bene comune.

## Personaggi e interpreti
- Kang Yeon-doo, interpretata da Jung Eun-ji
- Kim Yeol, interpretato da Lee Won-keun
- Kwon Soo-ah, interpretata da Chae Soo-bin
- Ha Dong-jae, interpretato da Cha Hak-yeon
- Seo Ha-joon, interpretato da Ji Soo

## Accoglienza
La serie ha registrato ascolti sotto le aspettative, debuttando con il 2,2% di share nazionale e chiudendo con il 4,2%, venendo superata dalle concorrenti nella stessa fascia oraria Yungnyong-i nareusya (SBS) e Hwaryeohan yuhok (MBC). Sono state però apprezzate le interpretazioni dei giovani attori Lee Won-keun e Chae Soo-bin. Quest'ultima è stata premiata come miglior attrice emergente agli APAN Star Award e ai KBS Drama Award.